# Горњи Подпећ
Горњи Подпећ (Горњи Потпећ) је насељено мјесто у граду Сребренику, Федерација Босне и Херцеговине, БиХ.

## Историја
Насеље је било у саставу Републике Српске до јуна 1992. када је током напада Армије Републике БиХ становништво овога насеља протјерано у Смолућу. Становници Потпећа су заједно са 7.500 других избјеглих у Смолућој остали под опсадом три мјесеца све до 29. августа 1992. када је их Војска Републике Српске евакуисала.

## Становништво
| Националност       | 1991. | 1981. | 1971. | 1961. |
| Срби               | 708   | 1.111 | 1.093 | 1.488 |
| Југословени        | 21    | 25    | 0     | 1     |
| Хрвати             | 1     | 1     | 1     | 2     |
| остали и непознато | 2     | 2     | 2     | 7     |
| Укупно             | 732   | 1.139 | 1.096 | 1.498 |

| Демографија | Демографија | Демографија |
| Година      | Становника  | Становника  |
| ----------- | ----------- | ----------- |
| 1961.       | 1.498       |             |
| 1971.       | 1.096       |             |
| 1981.       | 1.139       |             |
| 1991.       | 732         |             |